# Lepša
La Lepša (in russo Моша?) è un fiume della Russia europea, affluente di destra della Moša (bacino dell'Onega). Scorre nell'Oblast' di Arcangelo, nel rajon Njandomskij.

## Descrizione
Il fiume ha origine a est del lago Lyksozero e scorre in direzione mediamente meridionale attraversando una serie di piccoli laghi, dopo l'insediamento di Oksovskaja gira a nord-ovest, in una zona paludosa. Sfocia nella Moša a 32 km dalla foce, a nord di Šalakuša. Ha una lunghezza di 168 km, il suo bacino è di 1 680 km². Gela da ottobre alla fine di aprile.